# 159-й отдельный моторизованный понтонно-мостовой батальон
159-й отдельный моторизованный понтонно-мостовой Тартуский батальон — воинская часть в вооружённых силах СССР во время Великой Отечественной войны.

## История
Сформирован в Московском военном округе летом 1941 года.
В составе действующей армии с 10 сентября 1941 по 11 мая 1945 года.
По формировании поступил в 4-ю отдельную армию, принимает участие в Тихвинских оборонительной и наступательной операциях. До конца 1943 года действует на Волховском фронте, с октября по февраль 1943 года был подчинён командованию Западного фронта, обеспечивая по-видимому переправы через Днепр. В феврале 1944 года возвращён на северо-западное направление.
В июне 1944 года передан на Ленинградский фронт в 23-ю армию, где был оперативно подчинён 20-й моторизованной инженерной бригаде. Участвует в Выборгской операции, так 7 июля - 9 июля 1944 года наводит переправу для войск 115-го стрелкового корпуса через Вуоксу близ деревни Харьюла.
12 августа 1944 года вошёл в состав десантной группы, предназначенной для проведения десанта на Тёплом озере. За 16 и 17 августа 1944 года доставил на западный берег свыше 1000 бойцов 191-й стрелковой дивизии, 34 тонны груза и 65 орудий и миномётов.
Участвует в Рижской операции, так 14 октября 1944 года наводит переправы через Западную Двину в районе Румпмуйжа.
В декабре 1944 года переброшен в Польшу
В 1945 году действует в частности в интересах 4-й гвардейской танковой армии, обеспечивая её переправы через водные преграды в ходе наступления с Сандомирского плацдарма и далее на запад, так например 17 марта 1945 года  наводит мост на реке Нейсе у населённого пункта Ейтриц (ныне населенный пункт Piątkowice Польша) в 25-30 километрах северо-восточнее города Нейсее (ныне город Ныса/Nysa Польша), что позволяет успешно развить наступление 61-й танковой бригады 10-го танкового корпуса, с ходу форсировать реку Нейсе и развить успех в направлении на Нойштадт. 
В двадцатых числах апреля 1945 года обеспечивает переправу танков через канал Тельтов, на подступах к Берлину

## Подчинение
| Подчинение по месяцам | Подчинение по месяцам                                      | Подчинение по месяцам | Подчинение по месяцам | Подчинение по месяцам                    |
| Дата                  | Фронт (округ)                                              | Армия                 | Корпус (группа)       | Примечания                               |
| --------------------- | ---------------------------------------------------------- | --------------------- | --------------------- | ---------------------------------------- |
| 1 августа 1941 года   | Московский военный округ                                   | -                     | -                     | -                                        |
| 1 сентября 1941 года  | -                                                          | -                     | -                     | точных данных нет, в процессе переброски |
| 1 октября 1941 года   | -                                                          | 4-я отдельная армия   | -                     | -                                        |
| 1 ноября 1941 года    | -                                                          | 4-я отдельная армия   | -                     | -                                        |
| 1 декабря 1941 года   | -                                                          | 4-я отдельная армия   | -                     | -                                        |
| 1 января 1942 года    | Волховский фронт                                           | 4-я армия             | -                     | -                                        |
| 1 февраля 1942 года   | Волховский фронт                                           | -                     | -                     | -                                        |
| 1 марта 1942 года     | Волховский фронт                                           | -                     | -                     | -                                        |
| 1 апреля 1942 года    | Волховский фронт                                           | -                     | -                     | -                                        |
| 1 мая 1942 года       | Ленинградский фронт (Группа войск Волховского направления) | -                     | -                     | -                                        |
| 1 июня 1942 года      | Ленинградский фронт (Волховская группа войск)              | 4-я армия             | -                     | -                                        |
| 1 июля 1942 года      | Волховский фронт                                           | -                     | -                     | -                                        |
| 1 августа 1942 года   | Волховский фронт                                           | -                     | -                     | -                                        |
| 1 сентября 1942 года  | Волховский фронт                                           | -                     | -                     | -                                        |
| 1 октября 1942 года   | Волховский фронт                                           | -                     | -                     | -                                        |
| 1 ноября 1942 года    | Волховский фронт                                           | -                     | -                     | -                                        |
| 1 декабря 1942 года   | Волховский фронт                                           | -                     | -                     | -                                        |
| 1 января 1943 года    | Волховский фронт                                           | -                     | -                     | -                                        |
| 1 февраля 1943 года   | Волховский фронт                                           | -                     | -                     | -                                        |
| 1 марта 1943 года     | Волховский фронт                                           | -                     | -                     | -                                        |
| 1 апреля 1943 года    | Волховский фронт                                           | -                     | -                     | -                                        |
| 1 мая 1943 года       | Волховский фронт                                           | -                     | -                     | -                                        |
| 1 июня 1943 года      | Волховский фронт                                           | -                     | -                     | -                                        |
| 1 июля 1943 года      | Волховский фронт                                           | -                     | -                     | -                                        |
| 1 августа 1943 года   | Волховский фронт                                           | -                     | -                     | -                                        |
| 1 сентября 1943 года  | Волховский фронт                                           | -                     | -                     | -                                        |
| 1 октября 1943 года   | Волховский фронт                                           | -                     | -                     | -                                        |
| 1 ноября 1943 года    | Западный фронт                                             | -                     | -                     | -                                        |
| 1 декабря 1943 года   | Западный фронт                                             | -                     | -                     | -                                        |
| 1 января 1944 года    | Западный фронт                                             | -                     | -                     | -                                        |
| 1 февраля 1944 года   | Западный фронт                                             | -                     | -                     | -                                        |
| 1 марта 1944 года     | 2-й Прибалтийский фронт                                    | -                     | -                     | -                                        |
| 1 апреля 1944 года    | Ленинградский фронт                                        | -                     | -                     | -                                        |
| 1 мая 1944 года       | 3-й Прибалтийский фронт                                    | 54-я армия            | -                     | -                                        |
| 1 июня 1944 года      | 3-й Прибалтийский фронт                                    | 54-я армия            | -                     | -                                        |
| 1 июля 1944 года      | Ленинградский фронт                                        | -                     | -                     | -                                        |
| 1 августа 1944 года   | Ленинградский фронт                                        | -                     | -                     | -                                        |
| 1 сентября 1944 года  | 3-й Прибалтийский фронт                                    | -                     | -                     | -                                        |
| 1 октября 1944 года   | 3-й Прибалтийский фронт                                    | -                     | -                     | -                                        |
| 1 ноября 1944 года    | 2-й Прибалтийский фронт                                    | -                     | -                     | -                                        |
| 1 декабря 1944 года   | 2-й Прибалтийский фронт                                    | -                     | -                     | -                                        |
| 1 января 1945 года    | 1-й Украинский фронт                                       | -                     | -                     | -                                        |
| 1 февраля 1945 года   | 1-й Украинский фронт                                       | -                     | -                     | -                                        |
| 1 марта 1945 года     | 1-й Украинский фронт                                       | -                     | -                     | -                                        |
| 1 апреля 1945 года    | 1-й Украинский фронт                                       | -                     | -                     | -                                        |
| 1 мая 1945 года       | 1-й Украинский фронт                                       | -                     | -                     | -                                        |

## Награды и наименования
| Награда   | Дата       | За что получена |
| --------- | ---------- | --------------- |
| Тартуский | 07.09.1944 |                 |

## Отличившиеся воины батальона
| Награда              | Ф.И.О.                                                 | Звание                       | Должность                   | Дата                  | Примечания |
| -------------------- | ------------------------------------------------------ | ---------------------------- | --------------------------- | --------------------- | ---------- |
| Орден Красной Звезды | Дульцев, Александр Семёнович Пикилев Степан Савельевич | старший сержант красноармеец | командир отделения понтонер | 27.06.1945 23.03.1945 |            |